# Kliq
Kliq (também referido como Clique) foi um grupo de wrestling profissional que atuou nos bastidores da World Wrestling Federation (WWF) na metade da década de 1990. Formado por Shawn Michaels, Kevin Nash, Scott Hall, Sean Waltman, e Triple H, o grupo era acusado de manter controle sobre o booking da WWF na época e se negavam a fazer jobs a wrestlers que não eram parte do grupo. Em 1996, o Kliq promoveu uma quebra de personagem, em um house show no Madison Square Garden, em um incidente conhecido como "MSG Incident", que mais tarde foi usado pela WWF para criar storylines. O Kliq foi também a base para dois dos mais famosos grupos de wrestling na história: D-Generation X na WWF e a New World Order na World Championship Wrestling (WCW).

## MSG Incident
O ato mais conhecido da Kliq aconteceu em 19 de Maio de 1996 no Madison Square Garden. Todos os membros do grupo estavam presentes, exceto Waltman. Na época do incidente, Hall e Nash estavam de saída da WWF para lutar na World Championship Wrestling. Michaels e Levesque (como Helmsley) estavam em lutas individuais com Hall e Nash. Levesque estava trabalhando na luta como heel, contra Scott Hall (como Razor Ramon). Após esta luta, no main event, Michaels estava lutando como face, contra Nash (como Diesel). Imediatamente após o final da luta, Hall abraçou Michaels. No primeiro momento a atitude foi considerada normal, visto que os dois eram faces em suas storylines. Mas após o abraço, Levesque entrou no ringue e se uniu aos dois, mesmo tendo trabalhado como heel alguns minutos atrás. Logo após, Kevin Nash se uniu aos três no ringue.
As ações dos wrestlers contrariaram os diretores da WWF, que queriam deixar o público com a ilusão de que os lutadores faces odiavam os heels. O dono da WWF, Vince McMahon foi comunicado do incidente e ficou furioso quando soube que alguém da platéia havia filmado o incidente que ali acontecera. O incidente foi mostrado em um segmento da RAW do dia 6 de Outubro de 1997, quando Michaels e Levesque, em storyline, usaram a filmagem para irritar Vince McMahon. Como Michaels era o WWF Champion e considerado o melhor lutador da promoção, este não foi punido. Hall e Nash foram para WCW, e também escaparam de punições. Mas  Levesque, que vinha ganhando crédito como candidato a títulos da empresa, foi utilizado como jobber, e saiu do main event para entrar em lutas de abertura de programa. Aparentemente, a punição durou cinco meses, quando finalmente Paul venceu o WWF Intercontinental Championship. The Undertaker relatou no DVD HHH: The Game, que quando Levesque chegou na empresa, era visto como uma pessoa arrogante e que só pensava em si mesmo. Mas após a punição que sofreu, nunca tendo reclamado por perder, ganhou respeito.